# Herb Brown
Herbert Michael Brown, detto Herb (Brooklyn, 14 marzo 1936), è un allenatore di pallacanestro statunitense, professionista nella NBA e in Spagna. È il fratello di Larry Brown.

## Palmarès

### Squadra
- Campione WBA (1979)
- Copa Príncipe de Asturias: 1

Joventut Badalona: 1989

### Individuale
- WBA Coach of the Year (1979)
- CBA Coach of the Year (1984)